# Henri Louveau
Pas d'image ? Cliquez ici
Henri Louveau (né le 25 janvier 1910 à Suresnes et mort le 7 janvier 1991) est un ancien pilote français de courses automobiles sur circuits.

## Carrière
En 1939, il participe aux 24 Heures du Mans avec Victor Camerano sur Simca et obtient la 17ème place.
Son premier succès est obtenu en septembre 1945, à la Coupe de Paris sur Maserati.
En 1948, il est deuxième du Grand Prix des Frontières dans la catégorie 2 Litre. Il conserve encore cette place, lors des 12 Heures de Paris, avec sa Delage D6-3L personnelle, qui lui permet aussi de remporter la Coupe du Salon en octobre.
Il termine également deuxième des 24 Heures du Mans 1949, sur sa Delage D6-3L, associé au pilote espagnol Juan Jover, puis dans la foulée, il est  deuxième aussi des 24 Heures de Spa. Il obtient encore durant cette saison un podium dans la catégorie "Sport" sur le Circuit de Pescara (3e).
L'année suivante, il engage sa Delage D6-3L aux 24 Heures du Mans 1950 avec Jean Estager et termine 7e.
Il dispute deux Grands Prix de championnat du monde en 1950, (GP d'Italie à Monza) et 1951 (GP de Suisse à Bremgarten). 
Sérieusement accidenté lors du Grand Prix de Suisse 1951, il décide alors de mettre un terme à sa carrière.

## Palmarès

### Le Mans
- 1939, équipier Victor Camerano sur Simca 8 (17e) ;
- 1949, équipier Juan Jover sur Delage D6-3 litres (2e)[3] ;
- 1950, équipier Jean Estager, sur Delage D6-3 litres[4] (7e) ;

### Grands Prix
- 1945, Coupe de la libération, bois de Boulogne, Maserati 6CM (1er) ;
- 25 août 1946, Circuit des trois villes, Marcq-en-Barœul, équipier Raymond Sommer, Maserati 8CL, 48 tours (252,528 km) 1er[5] ;
- 1947, Grand Prix de Pau (3e) ;
- 1947, Grand Prix de Perpignan (2e).